# Jackpot (album)
Jackpot is het debuutalbum van de Amerikaanse rapper Chingy. Het album is uitgebracht op 15 juli 2003 en werd tweemaal platina in de Verenigde Staten.
Jackpot heeft 3 singles voortgebracht. De debuutsingle was Right Thurr, een verbastering van het correcte Right There. Deze manier van schrijven wordt "Fur-fair merger" genoemd en is populair bij de Afro-Amerikaanse gemeenschap in de Verenigde Staten. Right Thurr haalde de tweede plaats in de Billboard Hot 100 en haalde ook de Nederlandse Top 40. De tweede single van Chingy was Holidae In, een single die gemaakt is met Snoop Dogg en Ludacris. Holidae In is een referentie naar het wereldbekende hotelconcern Holiday Inn. De video van de single is gebaseerd op Temptations, een single van rapper 2Pac uit 1995. Holidae In zette Chingy op de kaart in de VS; de single behaalde een derde positie in de hitlijst. De derde single was One Call Away. In tegenstelling tot de eerste twee singles was dit een ballad, opgenomen met J-Weav.

## Tracks
1. "Jackpot Intro"
2. "He's Herre"
3. "Represent" (met Tity Boi & I-20)
4. "Right Thurr"
5. "Jackpot the Pimp (skit)"
6. "Wurrs My Cash"
7. "Chingy Jackpot "
8. "Sample Dat Ass" (met Murphy Lee)
9. "One Call Away" (met J-Weav)
10. "Dice Game (skit)"
11. "Gettin' It"
12. "Holidae In" (met Ludacris en Snoop Dogg)
13. "Juice"
14. "Fuck Dat Nigga (skit)"
15. "Madd @ Me"
16. "Bagg Up"
17. "Right Thurr (Remix)" (met Jermaine Dupri & Trina) (Bonus track)